# رایشرتسهاوزن
رایشرتسهاوزن (به آلمانی: Reichertshausen) یک شهر در آلمان است که در بایرن واقع شده‌است.

## خصوصیات
رایشرتسهاوزن ۲۳٫۵۹ کیلومترمربع مساحت دارد ۴۴۸ متر بالاتر از سطح دریا واقع شده‌است.